# Cristian Sacaza
Cristian Javier Sacaza Brian  (Balfate, Colón, Honduras; 18 de agosto de 1998) es un futbolista hondureño. Juega de centrocampista y su equipo actual es el C. D. S. Vida de la Liga Nacional de Honduras.

## Clubes
| Club                    | País     | Año       |
| ----------------------- | -------- | --------- |
| Atlético Pinares        | Honduras | 2019-2020 |
| C. D. Honduras Progreso | Honduras | 2020-2022 |
| Vida                    | Honduras | 2022-2023 |
| C. D. Marathón          | Honduras | 2023      |

## Estadísticas

### Clubes
| Club                             | Div.          | Temporada     | Liga  | Liga  | Liga   | Copas nacionales | Copas nacionales | Copas nacionales | Copas internacionales | Copas internacionales | Copas internacionales | Total | Total | Total  | Media goleadora |
| Club                             | Div.          | Temporada     | Part. | Goles | Asist. | Part.            | Goles            | Asist.           | Part.                 | Goles                 | Asist.                | Part. | Goles | Asist. | Media goleadora |
| -------------------------------- | ------------- | ------------- | ----- | ----- | ------ | ---------------- | ---------------- | ---------------- | --------------------- | --------------------- | --------------------- | ----- | ----- | ------ | --------------- |
| C. D. Honduras Progreso Honduras | 1.ª           | 2020-21       | 28    | 2     | 0      | —                | —                | —                | —                     | —                     | —                     | 28    | 2     | 0      | 0.07            |
| C. D. Honduras Progreso Honduras | 1.ª           | 2021-22       | 35    | 11    | 5      | —                | —                | —                | —                     | —                     | —                     | 35    | 11    | 5      | 0.31            |
| C. D. Honduras Progreso Honduras | Total club    | Total club    | 63    | 13    | 5      | 0                | 0                | 0                | 0                     | 0                     | 0                     | 63    | 13    | 5      | 0.21            |
| Total carrera                    | Total carrera | Total carrera | 63    | 13    | 5      | 0                | 0                | 0                | 0                     | 0                     | 0                     | 63    | 13    | 5      | 0.21            |

## Palmarés

### Campeonatos nacionales
| Título                    | Club             | País     | Año  |
| ------------------------- | ---------------- | -------- | ---- |
| Torneo Apertura (Ascenso) | Atlético Pinares | Honduras | 2019 |